# Malmaemichungia brachycephala
Malmaemichungia brachycephala är en insektsart som beskrevs av Kae Kyoung Kwon 1983. Malmaemichungia brachycephala ingår i släktet Malmaemichungia och familjen dvärgstritar. Inga underarter finns listade i Catalogue of Life.